# Chelifera varix
Chelifera varix är en tvåvingeart som beskrevs av Axel Leonard Melander 1947. Chelifera varix ingår i släktet Chelifera och familjen dansflugor. Inga underarter finns listade i Catalogue of Life.